# Karlo III. Drašković
Karlo (III.) Drašković, punim imenom Karl Alexander Paul Peter Hugo Leopold Maria Draskovich von Trakostjan (njem. Karl Draskovich) (Beč, 20. siječnja 1923. – Güssing, 30. prosinca 2019.), austrijski poduzetnik iz nekadašnje hrvatske velikaške obitelji Drašković Trakošćanski.

## Životopis
Rodio se u velikaškoj obitelji od oca, grofa Pavla III. Draškovića († 1959.) i majke Elizabete Salm-Reifferscheid-Raitz († 1946.). Imao je dvojicu braće, Pavla IV. (1921. – 1930.) i Šandora (1925. – 1963.) koji nisu ostavili potomaka. Njegov otac je bio posljednji vlasnik Velikog Bukovca iz kojeg je morao izbjeći u Austriju kada je 1945. godine bio uspostavljen komunistički režim u Jugoslaviji te provedeni zakoni po kojima je konfiscirana imovina veleposjednicima i drugim imućnim ljudima. Obitelj se preselila u dvorac Drašković u gradu Güssingu u austrijskoj pokrajini Gradišće.
Karlo je naslijedio poslove svojega oca i bavio se novima. U Austriji je vodio elektro-tvrtku Haustechnik Güssing, pilanu, pogon za izradu stolarije, tri autokuće s praonicama vozila, a u posjedu je imao i upravljao poljoprivrednim zemljištem i šumama u Austriji i u Mađarskoj.
Dana 7. veljače 1966. godine oženio je Moniku Maria Christiane Margaret Helene Wilhelmine Salburg (* 1937.) s kojom je imao dvoje djece, kći Mariju (* 1966.) i sina Nikolu (Nikolaus Peter Draskovich) (* 1968.).
Nakon osamostaljenja Republike Hrvatske obnovio je veze s domovinom, a poslije Domovinskog rata i uvođenja Zakona o naknadi za oduzetu imovinu (1997.), krenuo je potraživati oduzete nekretnine u Hrvatskoj. Osnovao je sa sinom Nikolausom 1992. godine tvrtku Agroludberg (danas Trako-Agroludberg d.o.o.) u Hrvatskoj koja se bavi uzgojem stoke i obradom poljoprivrednog zemljišta.
Obitelji je 1990. općina Ludbreg vratila dvorac Drašković u Velikom Bukovcu, a 2012. godine, u procesu vraćanja nacionalizirane imovine, bila im je vraćena i Vila Keglevich u Opatiji, a obitelj je vodila sudske procese za cijeli niz nekretnina, ponajviše na području sjeverne Hrvatske.
Godine 1993. umro je grof Ivan XI. Drašković, posljednji vlasnik Trakošćana, bez potomaka, čime je taj ogranak obitelji izumro, a prava na posjed i dvorac Trakošćan prešla su na potomke grofa Pavla II. Draškovića († 1889.), odnosno dr. Karla i njegova sina Nikolausa.
Bio je član Austrijsko-hrvatskog društva u Beču. Umro je u 97-oj godini života, 2019. godine.

## Vanjske poveznice
- Čuveni grof Draskovich tužio Hrvatske šume jer su posjekle hrpu stabala. Izgubio je, iako je vlasnik zemlje na kojoj su rasla – telegram.hr
- Umro grof Drašković, predstavnik posljednjeg ogranka stare hrvatske plemićke obitelji – vecernji.hr